# Aloe tristicha
Aloe tristicha é uma espécie de liliopsida do gênero Aloe, pertencente à família Asphodelaceae.